# نان راين
نان راين (بالإنجليزية: Nan Ryan)‏ (11 أغسطس 1936، تكساس في الولايات المتحدة)؛ كاتِبة وروائية أمريكية.